# 濱本豊
濱本 豊（はまもと ゆたか、1993年7月5日 - ）は、日本の元男子バレーボール選手である。

## 来歴
愛媛県西宇和郡出身。バレーボールを始めたのは、入学した中学校にバレーボール部と卓球部しかなく高身長のためバレーボール部を選択したのがきっかけである。
八幡浜高等学校を経て近畿大学に進学。大学在籍中の冬期は近畿クラブスフィーダの選手としてV・チャレンジリーグ（当時のVリーグ2部リーグ）でもプレーした。2015/16シーズンは、近畿クラブスフィーダはV・チャレンジリーグII（当時のVリーグ3部リーグ）在籍となり、V・チャレンジリーグIIでプレーした。
2016年、大学卒業後に、V・チャレンジリーグI（当時のVリーグ2部リーグ）に所属する大分三好ヴァイセアドラーに入団した。
2018年、これまでのVリーグに替わり新生V.LEAGUEが設立され、チームは1部のV.LEAGUE DIVISION1 MEN（V1男子）在籍となる。V1男子1シーズン目となる2018-19シーズン、V1の試合に出場しV1デビューを果たした。
2023-24シーズンより選手兼コーチに就任した。
2024年、大分三好を退団し現役引退。

## 所属チーム
- 八幡浜高等学校（2009-2012年）
- 近畿大学（2012-2016年）
  - 近畿クラブスフィーダ（2012-2016年）
- 大分三好ヴァイセアドラー（2016-2024年）